# Gerstaeckerus similis humeralis
Gerstaeckerus similis humeralis es una subespecie de coleóptero de la familia Endomychidae.

## Distribución geográfica
Habita en Tonkín (Vietnam).